# Bibi Bourelly
Badriia Ines Bourelly (Berlim, 14 de julho de 1994), mais conhecida pelo nome artístico de Bibi Bourelly, é uma cantora e compositora alemã. Em 2015, após assinar um contrato com a gravadora Def Jam Recordings, se dedicou a composição de diversas canções para outros artistas. Entre os projetos, destacou-se "Bitch Better Have My Money" de Rihanna – faixa que alcançou a 15ª posição da Billboard Hot 100. Em 2017, ajudou na composição de "I Have Questions" de Camila Cabello, canção pela qual ela atuou também como backing vocal. Além disso, foi uma das responsáveis pela composição de "Accelerate" de Christina Aguilera, tema que serviu como o primeiro single de seu oitavo disco, Liberation (2018).

## Biografia
Badriia Ines Bourelly nasceu em Berlim, Alemanha e é descendente de haitianos e marroquinos. Seu pai, Jean-Paul Bourelly, é um notável guitarrista e sua falecida mãe era a chefe do Departamento de Arte da Casa das Culturas do Mundo de Berlim. Porque seu pai era um músico profissional, Bourelly frequentemente assistia a concertos e escrevia canções desde os quatro anos de idade. Sua mãe morreu quando Bourelly tinha seis anos. Ela saiu em turnê pela primeira vez com seu pai quando ela tinha 11 anos. Ela frequentou a Blake High School em Maryland até a 12ª série. Bourelly afirmou que tem cidadania alemã e estadunidense.

## Carreira
Enquanto ainda morava em Maryland, Bourelly começou a trabalhar com o produtor Paperboy Fabe. Mais tarde, ele providenciaria para ela ter uma sessão com Kanye West em Los Angeles. Essa sessão acabou produzindo "Higher", de Rihanna, que Bourelly escreveu em cerca de 30 minutos. Na mesma época, Rihanna ouviu outras canções escritas por Bourelly, "Bitch Better Have My Money", e decidiu torná-la o primeiro single de seu álbum de 2016, Anti.
Em abril de 2015, Bourelly lançou seu primeiro single, "Riot", uma música que discute o desejo de Bourelly de ser reconhecida como uma musicista "autêntica" e legítima. Em julho de 2015, ela foi destaque em "Without You" de Lil Wayne, que apareceu em seu Free Weezy Album. Um mês depois, ela foi destaque (e co-escreveu) "Talk to Me" de Nick Brewer. Ela também co-escreveu (com Chris Braide) "Camouflage" de Selena Gomez de seu álbum, Revival, e foi destaque no single de Usher, "Chains", ao lado de Nas. Ela cantou a última música com Usher e Nas no TIDAL X Concert em outubro de 2015.
Em outubro de 2015, Bourelly lançou outro single intitulado "Ego". A música chegou ao Spotify Viral Charts para várias nações, chegando ao número 2 nos Estados Unidos, número 8 no Reino Unido e número 4 nas paradas globais gerais. A música foi descrita como uma "balada poderosa e sem remorso para autoconfiança". O videoclipe de "Ego" foi filmado na cidade natal de Bourelly, Berlim, e foi dirigido por Branwen Okpako.
Em março de 2016, o terceiro single, "Sally" foi lançado acompanhado de um vídeo interativo.[13] Ela fez sua estréia na televisão no NBC Tonight Show com Jimmy Fallon. No verão de 2016, Bourelly excursionou com Haim e Rihanna antes de fazer sua turnê solo "Free The Real" na América do Norte. Ela também foi destaque na conhecida campanha Women Who Dare da Harper's Bazaar ao lado de Hillary Clinton, Iskra Lawrence e Uma Thurman.

## Discografia
- Free the Real (Pt. 1) (2016)
- Free the Real (Pt. 2) (2016)
- Boy (In Studio) (2017)